# Megaloceros giganteus
Megaloceros giganteus, numit și elanul irlandez sau cerbul uriaș este o specie dispărută de cervide care a populat întreaga Eurasie, din Irlanda până la lacul Baikal, din Pleistocen până în Holocen. Este cunoscut și sub numele de marele cerb de turbării deoarece numeroase exemplare au fost descoperite în turbăriile din Irlanda. A dispărut în Holocenul inferior, cele mai recente rămășițe ale speciei au fost datate carbon ca având 7700 de ani și au fost găsite în Siberia.
Cerbul uriaș este faimos pentru dimensiunile sale formidabile (avea o înălțime de 2.1 metri la nivelul umerilor) și în special pentru faptul că avea cele mai mari coarne (ajungând până la un maxim de 3.65 metri de la un capăt la altul și cântărind aproape 40 de kg). 

## Dispariție
Discuția privind cauza dispariției s-a axat pe coarnele acestui cerb (decât să se axeze pe dimensiunea corpului lor), acest lucru datorându-se impactului vizual și nu valorii. Anumite persoane au sugerat că vânătoarea acestui animal a fost un factor care a contribuit la dispariția sa, exact ca în cazul altor specii preistorice, asumându-se chiar că datorită coarnelor mari, mișcarea i-a fost restricționata prin zonele de pădure ori că aceste coarne nu l-au ajutat să se adapteze mediului. 
Însă dovadă vânătului în exces este echivocă, fiind o specie continentală ar fi evoluat alături de oameni de-a lungul existenței și s-ar fi adaptat probabil zilelor noastre.